# Juventude em Marcha
Juventude em Marcha é um filme português, realizado por Pedro Costa, no ano de 2006.